# Astrid Allwyn
Astrid Allwyn, nata Astrid Allwyn Christofferson (Manchester, 27 novembre 1905 – Los Angeles, 31 marzo 1978), è stata un'attrice statunitense.

## Biografia
Nata da genitori svedesi, Astrid Allwyn studiò danza e recitazione a New York, debuttando a Broadway nel 1929 nella commedia di Elmer Rice Street Scene. Nel cinema esordì nel 1932 con la commedia Lady with a Past (1932). Pur senza assumere mai ruoli di protagonista, recitò con gli attori di maggior successo dell'epoca: con Humphrey Bogart in Love Affair (1932), con Spencer Tracy in It's a Small World (1935), con Henry Fonda in Cuori incatenati (1935), con Fred Astaire in Seguendo la flotta (1936), con Charles Boyer in Un grande amore (1939), con James Stewart in Mr. Smith va a Washington (1939).
Già sposata brevemente con l'attore Robert Kent, Astrid Allwyn si ritirò dalle scene nel 1943, dopo il suo secondo matrimonio con l'uomo d’affari Charles Fee, che le diede due figlie destinate entrambe a una carriera di attrice, Melinda O. Fee e Vicki Fee.
Astrid Allwyn morì di cancro nel 1978 e fu sepolta nel cimitero di Forest Lawn Memorial Park di Los Angeles.

## Filmografia parziale
- Risveglio (West of Broadway), regia di Harry Beaumont (1931)
- Lady with a Past, regia di Edward H. Griffith (1932)
- Love Affair, regia di Thornton Freeland (1932)
- The Girl from Calgary, regia di Phil Whitman (1932)
- Hello, sister! (1933)
- Il padrone della ferriera (The Iron Master), regia di Chester M. Franklin (1933)
- Chiaro di luna (Servants' Entrance), regia di Frank Lloyd (1934)
- La nave del mistero (Mystery Liner), regia di William Nigh (1934)
- It's a Small World, regia di Irving Cummings (1935)
- Ritornerà primavera (One More Spring),  regia di Henry King (1935)
- Cuori incatenati (Way Down East), regia di Henry King (1935)
- I milioni della manicure (Hands Across the Table), regia di Mitchell Leisen (1935)
- L'ora che uccide (Charlie Chan's Secret), regia di Gordon Wiles (1936)
- Seguendo la flotta (Follow the Fleet), regia di Mark Sandrich (1936)
- La reginetta dei monelli (Dimples), regia di William A. Seiter (1936)
- Cin Cin (Stowaway), regia di William A. Seiter (1936)
- Amore in volo (Love Takes Flight), regia di Conrad Nagel (1937)
- L'accusatore segreto (International Crime), regia di Charles Lamont (1937)
- Venus Makes Trouble, regia di Gordon Wiles (1937)
- Un grande amore (Love Affair), regia di Leo McCarey (1939)
- Miracles for Sale, regia di Tod Browning (1939)
- Mr. Smith va a Washington (Mr. Smith Goes to Washington), regia di Frank Capra (1939)
- Reno, regia di John Farrow (1939)
- Meet the Missus, regia di Malcolm St. Clair (1940)
- La città delle donne rapite (City of Missing Girls), regia di Elmer Clifton (1941)
- No Hands on the Clock, regia di Frank McDonald (1941)
- Melody for Three, regia di Erle C. Kenton (1941)
- Hit Parade of 1943, regia di Albert S. Rogell (1943)